# Tarachidia venustula
Tarachidia venustula är en fjärilsart som beskrevs av Walker 1865. Tarachidia venustula ingår i släktet Tarachidia och familjen nattflyn. Inga underarter finns listade i Catalogue of Life.